# Liebiggasse
Die Liebiggasse befindet sich im 1. Wiener Gemeindebezirk Innere Stadt. Sie wurde 1874 nach dem Begründer der Organischen Chemie, dem Deutschen Justus von Liebig benannt.

## Charakteristik und Verlauf
Die kurze Gasse liegt im sogenannten Rathausviertel, einem einheitlich geplanten Gebiet auf dem Gelände des ehemaligen Parade- und Exerzierplatzes vor den Toren der Stadt. Dieser war Teil des Josefstädter Glacis. Nach der Schleifung der Stadtmauern und dem Bau der Wiener Ringstraße entstand auch das Rathausviertel. Die Liebiggasse liegt an dessen nördlichem Ende parallel zur Universitätsstraße und erstreckt sich von der Reichsratsstraße und der Rückseite des Hauptgebäudes der Universität Wien im Osten bis zur Landesgerichtsstraße im Westen. Die Gasse wird als Einbahnstraße geführt. Die Gebäude an ihr sind großteils historistisch, viele davon gehören zur Universität.

## Bemerkenswerte Gebäude

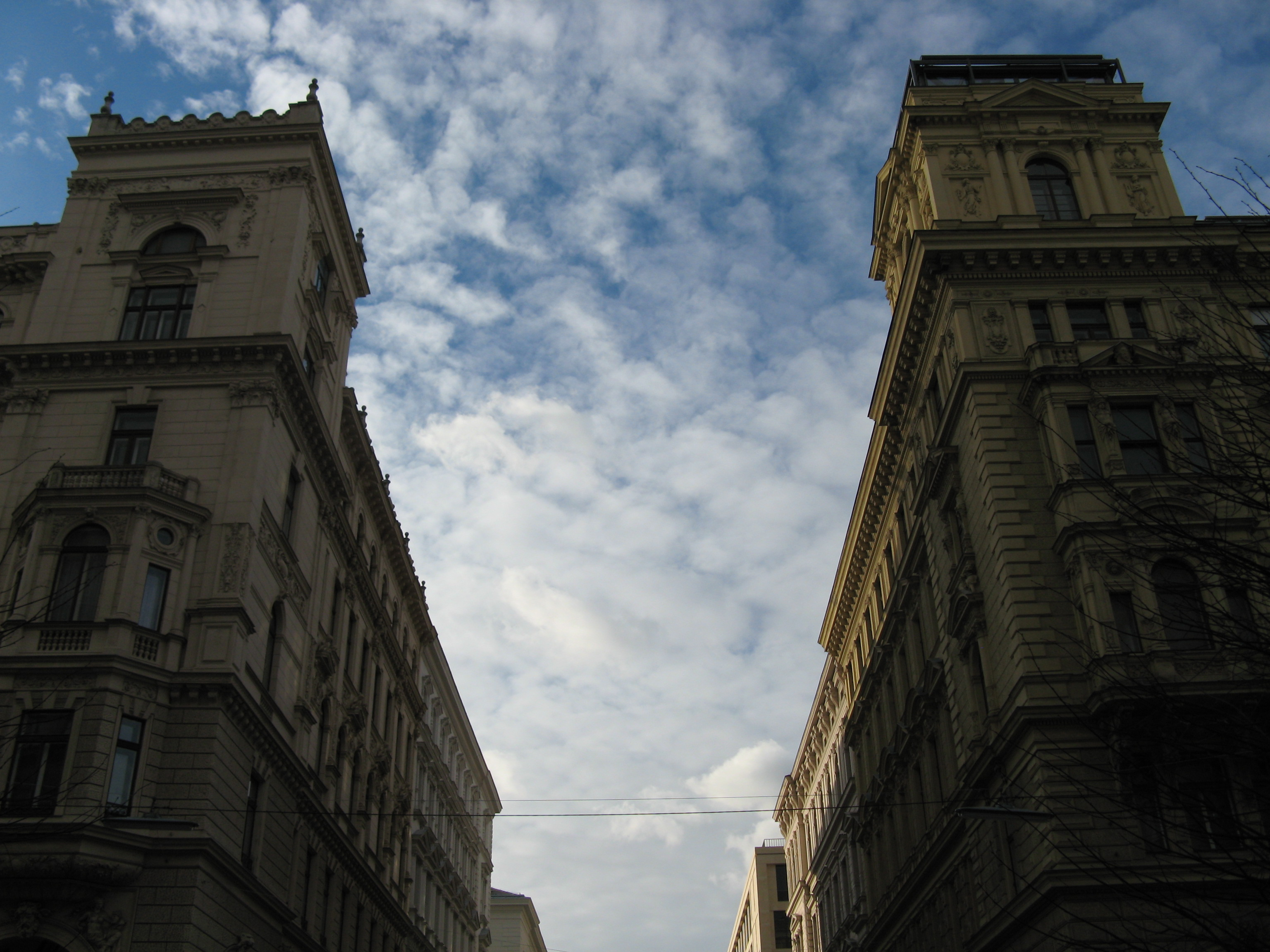
Beginn der Liebiggasse zwischen den Häusern Reichsratsstraße 13 und 15

### Nummer 1
Das Arkadenhaus liegt an der Reichsratsstraße 11–13 und wurde 1883 von Emil von Förster im späthistoristischen Stil erbaut.

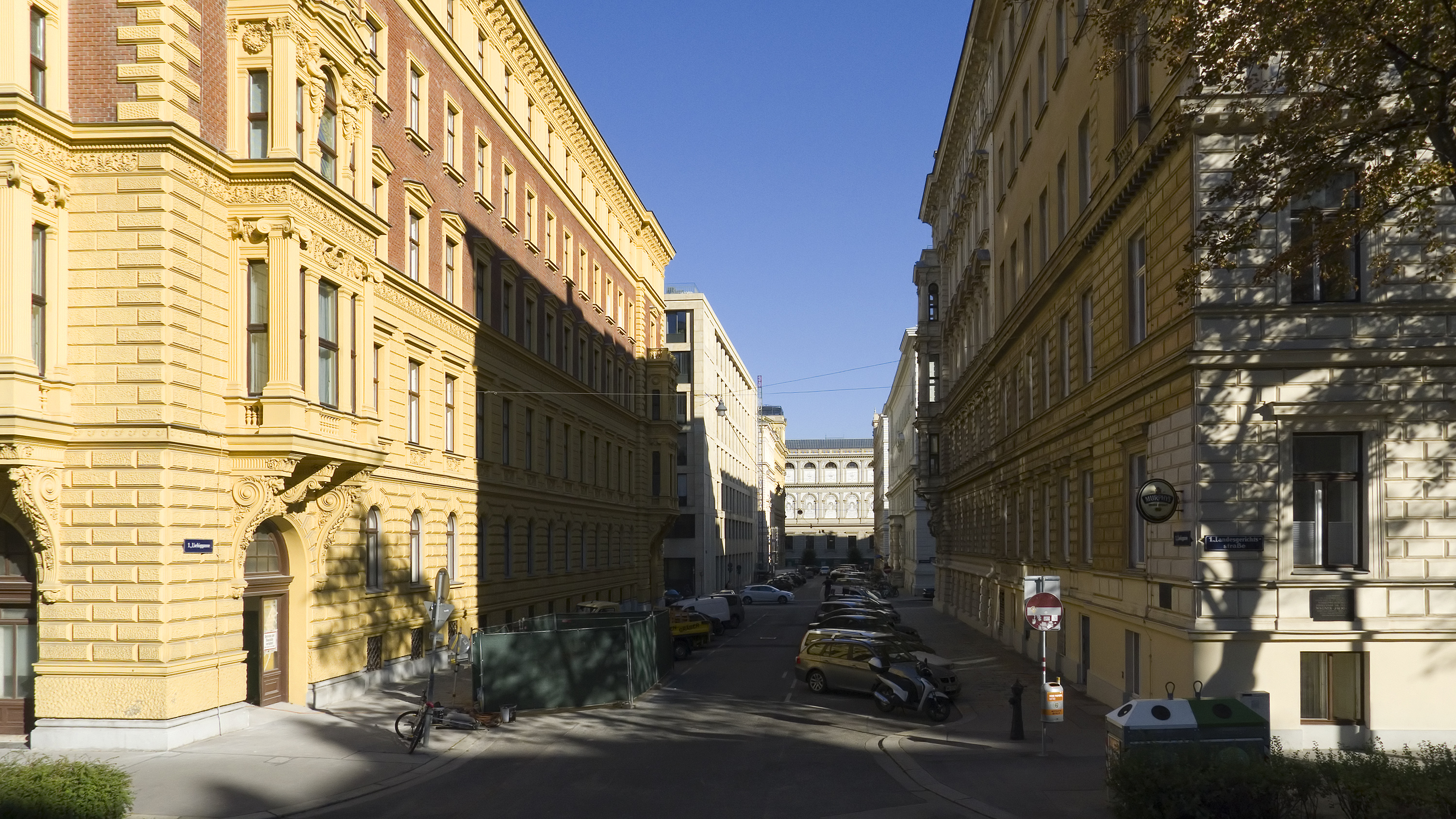
Die Liebiggasse, im Hintergrund die Universität

### Nummer 2
Das Arkadenhaus liegt an der Reichsratsstraße 15–17 und wurde 1881–1882 von Ludwig Tischler in Formen der Wiener Neorenaissance errichtet.

### Nummer 3
Das Gebäude liegt an der Ebendorferstraße 10 und wurde 1883–1884 von Wilhelm Stiassny im strenghistoristischen Stil erbaut.

### Nummer 4
Das Eckhaus zur Ebendorferstraße wurde 1881–1882 von Andreas Luckeneder errichtet. Es ist ein strenghistoristisches Gebäude im Stile der Wiener Neurenaissance. Die Fassade besitzt einen Seitenrisalit und ein Kranzgesims mit zwischen Dachluken hinuntergezogenen Konsolen. Das Vestibül ist durch Pilaster gegliedert und hat eine Ädikula mit einer Akroterfigur. Die Fenster im Stiegenhaus und beim Aufzug sind ätzglasverziert.

### Nummer 5

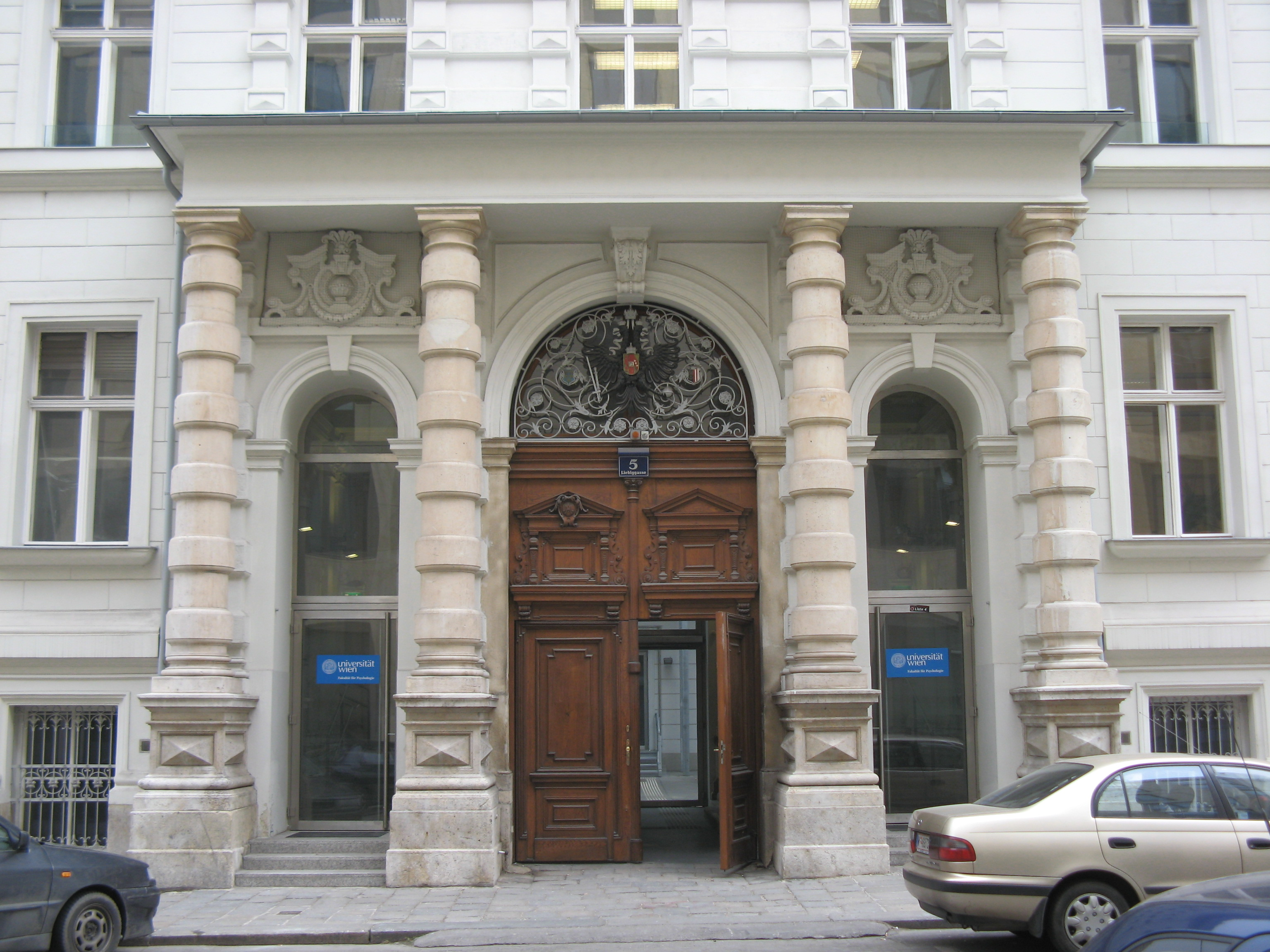
Portal des ehemaligen Ackerbauministeriums (1882–1883) von Emanuel Trojan von Bylanow

Das bemerkenswerteste Gebäude in der Mitte der Liebiggasse ist das ehemalige Ackerbauministerium, das 1882–1883 von Emanuel Trojan von Bylanow erbaut wurde. Das nach drei Seiten freistehende Gebäude besitzt ein großes gebändertes toskanisches Mittelportal mit Doppeladler in der Lünette. An den Giebelaufsätzen befinden sich Pokale. Im zweiten Obergeschoß ist eine Doppeladlerkartusche zu sehen. Das Vestibül ist dreischiffig als Säulenhalle gestaltet. Heute befindet sich darin die Fakultät für Psychologie der Universität Wien.

### Nummer 6
Gegenüber dem ehemaligen Ackerbauministerium lag ursprünglich das Korpskommandogebäude Wien, das 1945 zerstört wurde. An seiner Stelle errichtete man 1960–1962 das Neue Institutsgebäude der Universität Wien an der Universitätsstraße 7. In der Liebiggasse liegt dessen Rückseite.

### Nummer 7
Das ehemalige Haus Königswarter liegt an der Rathausstraße 15–17 und wurde 1881 von Wilhelm Stiassny erbaut. Heute befindet sich hier das Hotel Rathauspark.

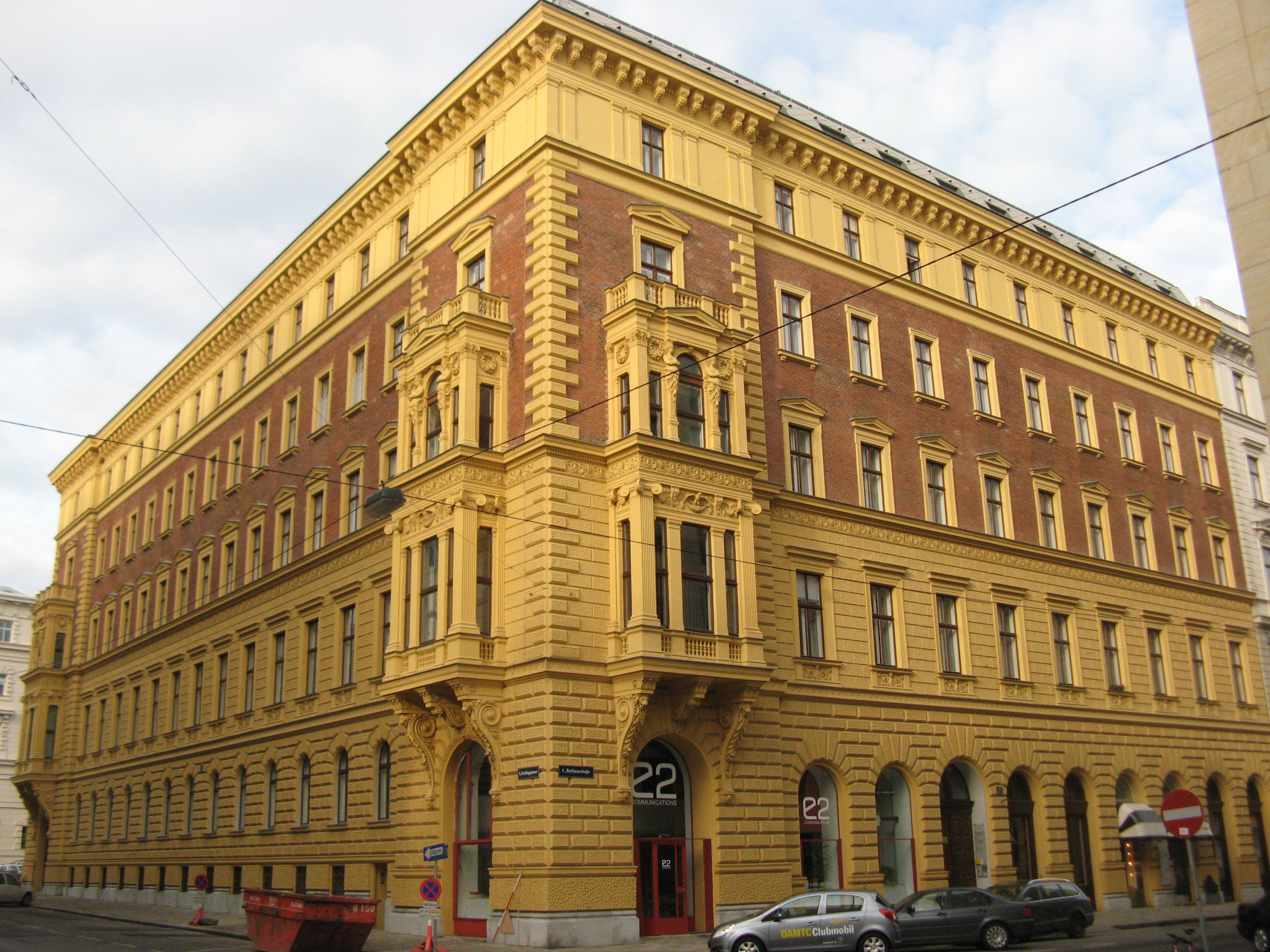
Gebäude (1881–1882) Liebiggasse 8 von Ludwig Richter

### Nummer 8
Das nach drei Seiten freistehende Gebäude wurde 1881–1882 von Ludwig Richter erbaut. Der strenghistoristische Bau zeigt den Einfluss von Theophil von Hansen und ist in drei Zonen gegliedert. Über dem rustizierten Sockel befindet sich eine aus Sichtziegeln bestehende Zone in den Obergeschoßen und schließlich als Abschluss eine glatt verputzte Attikazone. An den Eckrisaliten befinden sich zweigeschoßige Erker mit Karyatidhermen. Hinter den beiden Eingängen an den Seitenfassaden folgen Vestibüle mit schwarzen Pilastern und korinthischen Säulen.

### Nummer 9
Das Gebäude liegt an der Landesgerichtsstraße 18 und wurde 1881–1882 von Anton Adametz erbaut.